# Описне песме
Описне (дескриптивне) песме су врсте лирских песама у којима песник описује природу и њене појаве. Субјективност при опису (сликању) природе проистиче из песниковог односа према њој. Другачије се могу звати:
- Дескриптивне песме
- Пејзажне песме

Скоро да нема песника који није писао ову врсту поезије: 
- Бранко Радичевић;
- Јован Јовановић Змај;
- Војислав Илић;
- Десанка Максимовић;
- Стеван Раичковић...